# Зет Кърма
Зет Кърма е звезда от съзвездието Кърма. Също така е наричана и Нейос от гръцки, което означава кораб.
Тя е от спектрален клас O5Ia, което я прави изключително гореща звезда; и е една от малкото звезди, видими на нощното небе с невъоръжено око от клас O-type звездите. Температурата на повърхността ѝ е 42,400 К, което е пет пъти повече от точката на кипене на всеки познат елемент, и е достатъчно гореща да превърне всякаква материя в суперкритичен флуид. Масата ѝ е 59 Соларни маси.
За разлика от много други звезди на това голямо разстояние, точните параметри на Зет Кърма, включително и скорост са известни и се простират чак до региона, където е била формирана, молекулен облак в съзвездието Корабни платна.
За сравнение, ако бе на мястото на Сириус, Нейос би правила силна сянка върху Земята, с видима величина -9 (близо до четвърт Луна). За да Нейос да се вижда със същата видима величина от -26.8 като Слънцето, със Земни температури, планета би се нуждаела да бъде на 450 AU далеч от Нейос, или единадесет пъти дистанцията от Слънцето до Плутон. Звездата не може да има планети около себе си на дистанцията на Земята до Слънцето (1 AU).
След няколко стотици хиляди години, Нейос ще замръзва до превръщането си в червен свръхгигант и ще премине през спектрални класове B, A, F, G, K и М, когато се охлади. Когато това стане, светимостта на звездата ще бъде главно във видимия спектър и Нейос ще се вижда от Земята като една от най-ярките звезди на нощното небе. В следващите 5 милиона години, Нейос ще се превърне в клас М5 червен свръхгигант, по-голям от орбитата на Земята и ще експлодира в супернова, толкова мощна и светла, че дори на 1400 светлинни години ще се появи на нощното небе като звезда, по-светла от пълната Луна и ще колапсира в черна дупка.
Зет Кърма е била формирана в региона за формиране на звезди в съзвездието Корабни платна и от раждането си е пропътувала на 400 светлинни години от този район, ставайки прекрасен пример за движеща се звезда. Има сведения за йонизационен фронт (bow shock) пред Нейос. През 1995 година била определена аномалия във високата скорост на въртене на звездата от 211 км/сек в екватора, което всъщност изглежда е нормално за движещите се О-тип звезди, както е нормална и появата на много хелий и азот на повърхността на звездата.